# Latvijas kauss 2000
La Coppa di Lettonia 2000 (in lettone Latvijas kauss) è stata la 59ª edizione del torneo a eliminazione diretta. Lo Skonto ha vinto il trofeo per la quinta volta.

## Formula
Tutti i turni ad eliminazione diretta: preliminari, ottavi, quarti e finale in gara unica, semifinali con gare di andata e ritorno.

## Turno preliminare
La gara doveva essere giocata l'8 aprile 2000.
| Squadra 1           | Risultato | Squadra 2  |
| ------------------- | --------- | ---------- |
| Ostas Policija Rīga | -         | Varavīksne |

## Ottavi di finale
Le partite si sono giocate il 12 aprile 2000.
| Squadra 1         | Risultato | Squadra 2           |
| ----------------- | --------- | ------------------- |
| Valmiera          | 2 – 0     | Ostas Policija Rīga |
| Skonto            | 11 – 0    | Fortuna Ogre        |
| LU-Daugava Rīga   | 1 – 0     | Ludza/Malnava       |
| Rēzekne           | 0 – 2     | Dinaburg            |
| Policijas         | 2 – 1     | Zibens/Zemessardze  |
| Bergu Bulls Bergi | 0 – 6     | Metalurgs Liepāja   |
| Viola Jelgava     | 1 – 5     | Rīga                |
| Cesis             | 0 – 12    | Ventspils           |

## Quarti di finale
Le partite si sono giocate il 5 maggio 2000.
| Squadra 1         | Risultato | Squadra 2       |
| ----------------- | --------- | --------------- |
| Skonto            | 7 – 0     | LU-Daugava Rīga |
| Dinaburg          | 2 – 1     | Policijas       |
| Metalurgs Liepāja | 1 – 0     | Rīga            |
| Ventspils         | 7 – 0     | Valmiera        |

## Semifinali
Le partite si sono giocate il 12 maggio, quelle di ritorno il 19 e 20 maggio 2000.
| Squadra 1         | Totale | Squadra 2 | Andata | Ritorno |
| ----------------- | ------ | --------- | ------ | ------- |
| Dinaburg          | 1 - 8  | Skonto    | 1 - 4  | 0 - 4   |
| Metalurgs Liepāja | 10 - 3 | Ventspils | 6 - 2  | 4 - 1   |

## Finale
| Rīga 27 maggio 2000                                                                                    | Skonto    | 4 – 1            | Metalurgs Liepāja | Stadio Daugava (3000 spett.) |
| \| \| \| \| \| Rubins 8’, 63’ Koļesņičenko 33’ Stradins 52’ (aut.) \| Marcatori \| 83’ Verpakovskis \| |           |                  |                   |                              |
| |           |                  |                   |                              |
| Rubins 8’, 63’ Koļesņičenko 33’ Stradins 52’ (aut.)                                                    | Marcatori | 83’ Verpakovskis |                   |                              |